# Rolling Hills (Los Angeles County, Kalifornien)
Rolling Hills ist eine Stadt im Los Angeles County des US-Bundesstaats Kalifornien in den Vereinigten Staaten.
Das U.S. Census Bureau hat bei der Volkszählung 2020 eine Einwohnerzahl von 1.739 ermittelt. Das Stadtgebiet hat eine Größe von 7,97 km². Die meisten Einwohner arbeiten, kaufen und beziehen Dienstleistungen in anderen Städten der Halbinsel Palos Verdes. Rolling Hills besteht aus einer einzigen Gated Community.
Die Stadt hat den Charakter einer Farm mit großen Räumen zwischen den Häusern und ohne Verkehrsampeln. Der Ort grenzt im Norden an Rolling Hills Estates und wird in den anderen Richtungen von Rancho Palos Verdes umschlossen.

## Söhne und Töchter der Stadt
- Brandon Holt  (* 1998), Tennisspieler